# Casto e Secondino
Casto (Sessa Aurunca, ... – Sinuessa, 292) e 
Secondino (Sessa Aurunca, ... – Sinuessa, 292) sono stati due vescovi romani del III secolo, venerati come santi dalla Chiesa cattolica.